# Túpolev

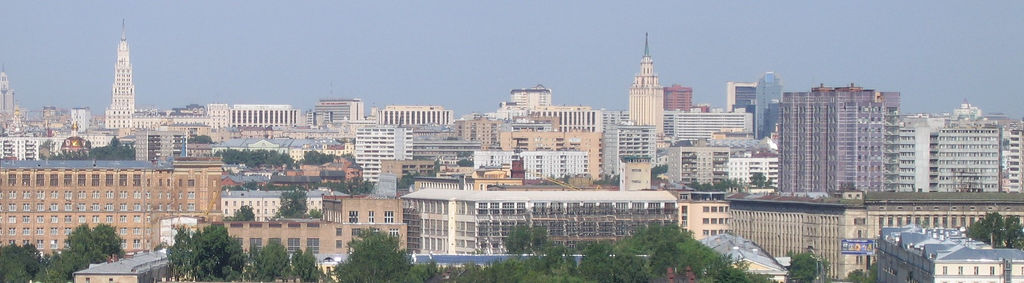
Seu central de Túpolev a Moscou

Túpolev (rus: Ту́полев) és una empresa russa aeroespacial i de defensa, amb seu a Moscou, Rússia. Basmanni, Central Administrative Okrug, Moscou. Conegut oficialment com a Joint Stock Company Túpolev, és el successor del Túpolev OKB o Oficina de Disseny Túpolev (OKB-156, amb prefix Tu) encapçalat per l'enginyer aeroespacial soviètic A.N. Túpolev. La companyia va celebrar el seu 90è aniversari el 22 d'octubre de 2012. El govern rus està planificant unir Túpolev amb Mikoian, Iliúixin, Irkut, Sukhoi, i Iàkovlev com una nova empresa anomenada United Aircraft Corporation.
Les capacitats dels PSC Túpolev inclouen el desenvolupament, fabricació i revisió de productes aeroespacials civils i militars, com ara sistemes aeronàutics i armamentístics. També és actiu en les tecnologies de míssils i aviació naval. Es van produir més de 18.000 avions Túpolev per a l'URSS i el Bloc de l'Est.

## Història
Andréi Nikolàievitx Túpolev va fundar Túpolev OKB en 1922. Les seves instal·lacions només van ser dissenyades per a la investigació i el disseny aeronàutic, estant la fabricació dirigida per altres companyies. Durant la dècada de 1920 es va centrar en la investigació d'avions completament metàl·lics.

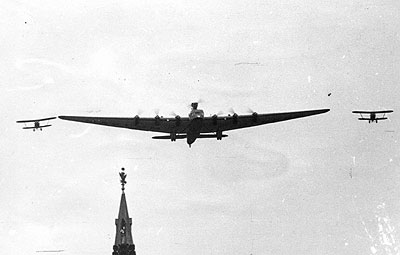
El Túpolev ANT-20 «Màxim Gorki», el major avió construït durant la dècada de 1930.

Entre els seus treballs més destacables durant aquesta època es troba el desenvolupament de bombarders pesats, amb els quals Túpolev va marcar durant molts anys les pautes de l'aviació pesada tant civil com a militar.
Durant la Segona Guerra Mundial l'avió bimotor Tu-2 va ser un dels millors bombarders tàctics soviètics. Es van produir diverses variants de l'aparell a partir de 1942, i es van utilitzar fuselatges fabricats parcialment amb fusta a causa de les manques de metall (el disseny original era completament metàl·lic).
En 1944, tres Boeing B-29 Superfortress s'havien vist obligats a realitzar aterratges d'emergència en territori soviètic després d'una missió de bombardeig contra el Japó. Els soviètics els van copiar ràpidament i van utilitzar aquest model com a base del seu primer bombarder estratègic intercontinental, el Tu-4 (codi de l'OTAN «Bull»), que va desenganxar per primera vegada en 1947 i la producció de la qual va ser abundant. El Tu-4 va ser bàsic per al desenvolupament de Túpolev en la postguerra, i molts dels seus avions més importants van partir d'aquest procés d'enginyeria inversa dels aparells Boeing.
Un d'aquests desenvolupaments va ser el bombarder a reacció Tu-16 Badger, basat en una versió ampliada del fuselatge del B-29/Tu-4 amb ales modificades per a un millor funcionament subsónico.
Com els bombarders a turborreacció no aprofitaven prou bé combustible com per poder ser qualificats de veritables bombarders intercontinentals, els soviètics van decidir dissenyar un nou aparell, el Tu-20 «Bear», més conegut com a Tu-95. També estava basat en el disseny estructural del Tu-4, però utilitzava quatre enormes motors turbopropulsats que li donaven una combinació única de velocitat equivalent a la de reacció i llarg abast. Es va convertir per això en el bombarder intercontinental soviètic per excel·lència, sent en molts aspectes l'equivalent del Boeing B-52 Stratofortress nord-americà; va servir com bombarder estratègic i en molts altres papers, com reconeixement i guerra antisubmarina.
El model Tu-16 es va modificar per donar lloc al Tu-104, d'ús civil, que va anar durant el període en el qual el De Havilland Comet va deixar de volar l'únic avió de línia a turborreacció. El Tu-95 es va convertir a la base de l'avió de línia Tu-114, d'abast mitjà-llarg, el més ràpid dels avions turbopropulsats de la història.
Abans dels primers vols del Tu-16 i el Tu-20/Tu-95 Túpolev ja estava treballant en bombarders supersònics, donant lloc al fallit Túpolev Tu-98 (codi de l'OTAN «Backfin»). Encara que aquest model mai va entrar en servei, va ser la base del prototip Túpolev Tu-102 (modificat posteriorment per donar lloc a l'interceptor Túpolev Tu-28) i el Túpolev Tu-105, que va donar lloc al bombarder supersònic Túpolev Tu-22 «Blinder» a mitjan dècada de 1960. El «Blinder», dissenyat com a contrapartida del Convair B-58 Hustler, era bastant inferior a aquest, encara que irònicament va romandre en servei molt més temps que el model americà. La companyia va formar durant aquesta època el departament "K", que es va dedicar a dissenyar avions no tripulats com el Tu-139 i l'avió de reconeixement Tu-143.

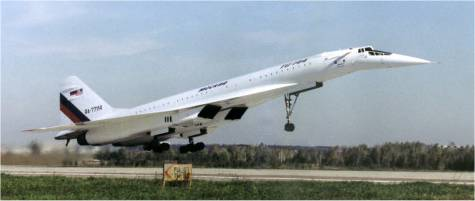
Avió de línia supersònic Tu-144.

Durant els anys 1960 el fill de A. N. Túpolev, Alexei Andréievitx Túpolev, es va destacar amb la seva participació en el desenvolupament del primer avió de línia supersònic, el Túpolev Tu-144, el popular Túpolev Tu-154 i el bombarder estratègic Túpolev Tu-22M «Backfire», una modificació del Túpolev Tu-22 amb ales mòbils. Tots aquests desenvolupaments van permetre a la Unió Soviètica aconseguir la igualtat amb l'Oest en l'aviació civil i militar.
En la dècada de 1970, Túpolev va concentrar els seus esforços a millorar el funcionament dels bombarders Tu-22M, amb variants adequades a l'ús marítim. L'abundància d'aquests bombarders va ser una de les principals raons que van portar als tractats SALT I i SALT II. També es va millorar l'eficàcia i el funcionament del Tu-154, donant lloc al Tu-154M.
En la dècada de 1980 l'oficina de disseny va desenvolupar el bombarder estratègic supersònic Tu-160, amb ales de geometria variable. El Tu-160 és molt superior al seu equivalent occidental, el Rockwell B-1 Lancer, però la desintegració de l'URSS va alentir el seu desenvolupament i molts dels problemes del disseny original no van arribar a resoldre's.

## Època post-soviètica
Després del final de la Guerra freda es va concentrar el treball en aparells subsònics d'aviació civil, especialment en la cerca de combustibles alternatius i d'operacions menys costoses. Els desenvolupaments inclouen el sistema de control per senyals elèctrics i dissenys d'aerodinàmica avançada com els Tu-204/214, Tu-330 i Tu-334.
Entre els projectes en els quals treballa Túpolev actualment es troben:
- Continuar desenvolupant les famílies d'avions Tu-204/214 i Tu-334
- Desenvolupar l'avió de càrrega Tu-330, i l'avió per a transport regional Tu-324
- Investigar els aspectes pràctics d'utilitzar combustibles alternatius en les operacions aèries
- Modernitzar la Força aèria i l'Aviació naval russes

A l'exhibició aèria MAKS-2003, Tupolev va revelar el concepte d'avió comercial supersònic Tu-444, que es volia desenvolupar a la primera meitat de 2004, però no va sortir res més del programa. El 19 d'agost de 2009, Tupolev va anunciar que tenia un contracte amb el Ministeri de Defensa rus per desenvolupar un bombarder estratègic de nova generació Tupolev PAK DA que "serà un avió conceptualment nou basat en les tecnologies més avançades".

## Directors
- Andréi Nikolàievitx Túpolev va ser un dissenyador de l'Institut Central d'Aerohidrodinàmica (TsAGI) moscovita des de 1929 fins a la seva mort en 1972. Aquest organisme va produir sobretot bombarders i avions de línia.
- Aleksei Túpolev, fill d'Andrei Túpolev, també va ser un famós dissenyador d'avions. El seu disseny més conegut va ser l'avió de línia supersònic Túpolev Tu-144. Va dirigir Túpolev fins a la seva mort en 2001.
- Igor Sergeevich Shevchuk va ser nomenat el Director de l'OAO Tupolev el 1997,[8] més tard president del Consell d'Administració, i l'any 2001 president i dissenyador general. Va morir inesperadament el 2011.
- Alexandr Vladimirovich Koniukhov va ser director general el 2016-2020.
- Ronis Nakipovich Sharipov va nomenar director general el maig de 2020.[9][10]

El setembre de 2021, Rustam Minnikhanov, President de Tatarstan va ser elegit president del consell d'administració de Tupolev.

## Avions de Túpolev
L'equip de Túpolev ha produït molts dissenys, i entre els quals van arribar a ser produïts destaca el Tu-2, amb 4.500 aparells produïts. Bastants dels dissenys són, no obstant això, prototips o projectes abandonats, amb només un o uns pocs exemplars produïts, que no van aconseguir superar aquesta fase per canvis en la situació política o militar. Molts d'aquests models experimentals van marcar el camí que van seguir uns altres que sí que van ser produïts. Com els sobrenoms de l'OTAN dels avions soviètics són sovint més coneguts que els seus noms reals, s'indiquen quan és possible.

### Models de la primera etapa amb motors de pistons
- Túpolev ANT-4
- Túpolev ANT-20 Maksim Gorky
- Túpolev ANT-25
- Túpolev ANT-40
- Túpolev Tu-2 (designació OTAN: Bat)
- Túpolev Tu-4 (designació OTAN: Bull)
- Túpolev Tu-10

### Prototips i models cancel·lats
- Túpolev Tu-1
- Túpolev Tu-6
- Túpolev Tu-8
- Túpolev Tu-12
- Túpolev Tu-70
- Túpolev Tu-72
- Túpolev Tu-73
- Túpolev Tu-74
- Túpolev Tu-75
- Túpolev Tu-80
- Túpolev Tu-82
- Túpolev Tu-85 (Designació OTAN: Barge)
- Túpolev Tu-91 (Designació OTAN: Boot)
- Túpolev Tu-93
- Túpolev Tu-96
- Túpolev Tu-98 (Designació OTAN: Backfin)
- Túpolev Tu-102 Prototip del que va sorgir el caça Túpolev Tu-28 (també conegut com a Túpolev Tu-128).
- Túpolev Tu-107 Modificació del Túpolev Tu-104 per al transport de tropes.
- Túpolev Tu-110 (Designació OTAN: Cooker). Versió del Túpolev Tu-104 amb quatre motors.
- Túpolev Tu-116 Modificació del Bombarder Túpolev Tu-95 perquè pogués transportar passatgers.
- Túpolev Tu-119
- Túpolev Tu-125
- Túpolev Tu-138 Projecte abandonat per a l'actualització del caça Túpolev Tu-28
- Túpolev Tu-148 Projecte abandonat per a l'actualització del caça Túpolev Tu-28
- Túpolev Tu-155 Modificació del Túpolev Tu-154 amb un motor adaptat per usar gas natural o metà.
- Túpolev Tu-156 Modificació del Túpolev Tu-154 amb els tres motors adaptats per usar gas natural o hidrogen.
- Túpolev Tu-206 Modificació del Túpolev Tu-204 amb els motors adaptats per usar gas natural.
- Túpolev Tu-216 Modificació del Túpolev Tu-204 amb els motors adaptats per usar hidrogen.

### Bombarders
- Túpolev Tu-14 (designació OTAN: Bosun)
- Túpolev Tu-16 (designació OTAN: Badger)
- Túpolev Tu-20 (nom erroni del Tu-95)
- Túpolev Tu-95 (designació OTAN: Bear A) i les seves modificacions.
- Túpolev Tu-142 (designació OTAN: Bear F) variant del Túpolev Tu-95 per a guerra antisubmarina.
- Túpolev Tu-22 (designació OTAN: Blinder)
- Túpolev Tu-22M (designació OTAN: Backfire) al principi conegut erròniament a Occident com Túpolev Tu-26.
- Túpolev Tu-126 (designació OTAN: Moss)
- Túpolev Tu-160 (designació OTAN: Blackjack)
- Túpolev Tu-170 variant del Túpolev Tu-160 per evitar les limitacions dels acords SALT II.

### Caces
- Túpolev Tu-28, també anomenat Túpolev Tu-128 (designació OTAN: Fiddler). Sorgit a partir del prototip Túpolev Tu-102

### Transports i avions de línia
- Túpolev Tu-104 (designació OTAN: Camel)
- Túpolev Tu-114 (designació OTAN: Cleat)
- Túpolev Tu-124 (designació OTAN: Cookpot)
- Túpolev Tu-134 (designació OTAN: Crusty)
- Túpolev Tu-144 (designació OTAN: Charger), sobrenomenat a Occident com "Konkordski" a causa de la seva gran semblança amb el Concorde.
- Túpolev Tu-154 (designació OTAN: Careless)
- Túpolev Tu-204
- Túpolev Tu-214 variant del Túpolev Tu-204.
- Túpolev Tu-234 variant del Túpolev Tu-204.
- Túpolev Tu-324
- Túpolev Tu-334
- Túpolev Tu-354 variant del Túpolev Tu-334.
- Túpolev Tu-414 variant del Túpolev Tu-324.

### Aparells no tripulats
- Túpolev Tu-121 "C"
- Túpolev Tu-123 "Yastreb-1"
- Túpolev Tu-139 "Yastreb-2"
- Túpolev Tu-141 "Strizh"
- Túpolev Tu-143 "Reis"
- Túpolev Tu-243 "Reis-D"
- Túpolev Tu-300